# Vasilij Aksjonov
Vasilij Pavlovič Aksjonov (rusky Василий Павлович Аксёнов; 20. srpna 1932, Kazaň – 6. července 2009, Moskva) byl ruský spisovatel židovského původu, přední osobnost intelektuálního disentu v SSSR.

## Životopis
Narodil se v Kazani, "v tiché ulici pojmenované Komlevova podle místního bolševika zabitého vzbouřenými Čechoslováky." Otec Pavel Aksjonov byl místní stranický funkcionář, matka Jevgenija Ginzburgová byla novinářka. Za velkých čistek v roce 1937 byli Aksjonovovi rodiče uvězněni, on sám skončil v dětském domově, po matčině propuštění z gulagu s ní žil ve vyhnanství v Magadanu. Později vystudoval medicínu v Leningradě; chtěl být lodním lékařem, ale jako politicky nespolehlivý nedostal cestovní pas a pracoval v tuberkulózním sanatoriu.
V roce 1958 otiskl v časopise Junosť první povídky, od roku 1960 byl profesionálním spisovatelem. Jeho první knihy, Kolegové, Lístek procviknutý hvězdami a Je čas, kamaráde se staly v atmosféře chruščovovského tání kultovními. Hrdiny byli mladí kosmopolitní intelektuálové, bouřící se proti konvencím, prózy byly psány živým hovorovým jazykem. Aksjonov byl uznávaným mluvčím své generace, geniálním bohémem, který měl rád jazz a basketbal. V knize Sudy osudu (1968) se vydal cestou formálního experimentu - satiru na absurdity sovětského hospodářství spojil s jazykovou komikou ve stylu Raymonda Queneaua.
V době brežněvovské stagnace upadl Aksjonov pro svoji námětovou i formální originalitu v nemilost, mohl publikovat jen dětské knihy (Jak jsem zachránil fotbalovou republiku) nebo překlady z angličtiny (Doctorowův Ragtime). Cenzura zakázala jeho knihy Popálenina (vzpomínky na perzekuci autorovy rodiny) a Ostrov Krym (alternativní historie zobrazující moderní bělogvardějský stát). V roce 1979 se rozhodl obejít politická omezení a sestavit z děl nevydávaných autorů almanach Metropol. Byl za to vyloučen ze Svazu spisovatelů a podroben velké mediální kritice.
V roce 1980 odcestoval na studijní cestu do USA, kde se dozvěděl, že byl zbaven sovětského občanství. V exilu se živil jako učitel ruské literatury na univerzitě ve Fairfaxu a redaktor stanice Hlas Ameriky. Po pádu komunistického režimu se vrátil do Ruska - měl velký úspěch s historickým románem Moskevská sága, který byl také zfilmován, zároveň byl ale terčem kritiky pro svoji podporu jelcinovských reforem a Izraele. Proto žil většinu času v Biarritzu, dostal i francouzský Řád umění a literatury. Vasilij Aksjonov byl zakládajícím členem ruské pobočky Penklubu, za román Voltairiánci a voltairiánky dostal Bookerovuovu cenu.
V lednu 2008 ho postihla mrtvice a na její následky 6. července 2009 zemřel. V Kazani se na jeho počest pořádá Aksjonovův literární festival. Básník, hudebník a architekt Andrej Makarevič přebudoval jeho rodný dům na muzeum.

## Vyznamenání
- rytíř Řádu umění a literatury – Francie, 2005
- Pamětní medaile 1000. výročí Kazaně – Rusko, 2007